# 1434 az irodalomban
Az 1434. év az irodalomban.

## Születések
- augusztus – Janus Pannonius pécsi püspök, az első név szerint ismert magyar (-horvát) költő és humanista († 1472)